# خيرسونوثيريوم
الخيرسونوثيريوم (الاسم العلمي: Khersonotherium)، وتعني ("وحش خيرسون" مدينة أوكرانية). وهو جنس منقرض من الزرافيات التي عاشت خلال العصر الميوسيني في أوكرانيا و أفريقيا.